# 어제 내린 비
"어제 내린 비"는 1975년 공개된 대한민국의 영화이다.

## 배역
- 김희라
- 이영호
- 안인숙

## 수상
- 1975년 제14회 대종상
  - 특별상(신인장려) - 이영호